# Fontanges
Fontanges – miejscowość i gmina we Francji, w regionie Owernia-Rodan-Alpy, w departamencie Cantal.
Według danych na rok 1990 gminę zamieszkiwały 292 osoby, a gęstość zaludnienia wynosiła 16 osób/km² (wśród 1310 gmin Owernii Fontanges plasuje się na 562. miejscu pod względem liczby ludności, natomiast pod względem powierzchni na miejscu 509.).